# Thesium bathyschistum
Thesium bathyschistum är en sandelträdsväxtart som beskrevs av Schlechter. Thesium bathyschistum ingår i släktet spindelörter, och familjen sandelträdsväxter. Inga underarter finns listade i Catalogue of Life.